# Francesc Guàrdia i Vial
Francesc Guàrdia i Vial   (Barcelona, 1880 - 1940) fou un arquitecte modernista barceloní.

## Biografia
Casat amb Dolors Domènech i Roura, filla de Lluís Domènech i Montaner, fou col·laborador habitual d'aquest i un dels responsables de la construcció del Palau de la Música Catalana (1905-1908) i del Mercat Central de València (1910-1928). Va obtenir el títol el 1905.
Amb Enric Catà va realitzar el Teatre Principal de Terrassa (1911), reformat el 1916 per Josep Maria Coll i Bacardí, que en va eliminar la decoració modernista de la façana.
Entre els molts edificis que bastí a Barcelona destaca la seva intervenció en l'ampliació de la Casa Thomas (1912), de Lluís Domènech i Montaner. Amb Alexandre Soler i March guanyaren el concurs per a la construcció del Mercat Central de València (1910), que es va executar entre 1914 i 1928.
A la Via Laietana va fer l'edifici de la Companyia Arrendatària de Tabacs (1923), després seu de la Delegació d'Hisenda, d'estil monumentalista Posteriorment va fer la casa Bartomeu Trias (1931), d'estil eclèctic. Una altra obra seva monumentalista són les cases Almirall a l'avinguda Diagonal, 433-439.
En la seva última etapa ou president de l'Associació d'Arquitectes de Catalunya i degà del Col·legi Oficial d'Arquitectes de Catalunya i de les Illes Balears (1940).
- Edifici de la Companyia Arrendatària de Tabacs (Via Laietana, 8-10 bis)
- Casa Bartomeu Trias (Via Laietana, 26)
- Cases Almirall (Av. Diagonal, 433-439)